# تالاپللاگودا
تالاپللاگودا (به لاتین: Talapelellagoda) یک منطقهٔ مسکونی در سری‌لانکا است که در استان مرکزی (سری‌لانکا) واقع شده‌است.